# 新沃羅布伊
50°52′11″N 29°20′36″E / 50.86972°N 29.34333°E
新沃羅布伊（烏克蘭語：Нові Вороб'ї），是烏克蘭北部的村莊，隸屬日托米爾州的科羅斯滕區。該村始建於1705年，面積2.27平方公里，海拔高度156米，2001年人口398，人口密度每平方公里175.33人。